# Liste der Monuments historiques in Wolxheim
Die Liste der Monuments historiques in Wolxheim führt die Monuments historiques in der französischen Gemeinde Wolxheim auf.

## Liste der Objekte
| Bezeichnung | Beschreibung | Standort                        | Kennzeichnung | Schutzstatus | Datum     | Bild           |
| --- | --- | ------------------------------- | ------------- | ------------ | --------- | -------------- |
| Vier Gemälde: Stigmatisierung des heiligen Franziskus, Steinigung des heiligen Stephan, Kreuzabnahme und Heiliger Antonius von Padua | Ölfarbe auf Leinwand, maroufliert, 18. Jahrhundert, teilweise nach Charles Le Brun                                                 | in der Kirche St-Étienne (Lage) | PM67000481    | Classé       | 1980      |                |
| Zwei Gemälde: Verklärung des heiligen Joseph und Mariä Himmelfahrt                                                                   | Ölfarbe auf Leinwand, maroufliert, 18. Jahrhundert                                                                                 | in der Kirche St-Étienne (Lage) | PM67000482    | Classé       | 1980      |                |
| Orgel | Ensemble aus PM67000486 und PM67000485                                                                                             | in der Kirche St-Étienne (Lage) | PM67001117    | Classé       | 1982 1980 | weitere Bilder |
| Orgelprospekt | 1780 von Sebastian Krämer gebaut                                                                                                   | in der Kirche St-Étienne (Lage) | PM67000486    | Classé       | 1982      | weitere Bilder |
| Instrumentalteil der Orgel | nach 1844 von Claude-Ignace Callinet gebaut                                                                                        | in der Kirche St-Étienne (Lage) | PM67000485    | Classé       | 1980      | weitere Bilder |
| Vier Gemälde: Jesus bei Simon von Bethanien, Erscheinung Mariens, Heiliger Aloysius von Gonzaga und Heiliger Stanislas Kostka        | Ölfarbe auf Leinwand, maroufliert, 18. und 19. Jahrhundert                                                                         | in der Kirche St-Étienne (Lage) | PM67000483    | Classé       | 1980      |                |
| Zwei Seitenaltäre | jeweils Altartisch, Retabel, Gemälde und Skulptur; Holz, farbig gefasst und vergoldet, sowie Ölfarbe auf Leinwand, 18. Jahrhundert | in der Kirche St-Étienne (Lage) | PM67000487    | Classé       | 1982      | weitere Bilder |
| Kanzel | Holz, bemalt und vergoldet, 18. Jahrhundert                                                                                        | in der Kirche St-Étienne (Lage) | PM67000488    | Classé       | 1982      | weitere Bilder |
| Prozessionskreuz | Silber, 1552 | in der Kirche St-Étienne (Lage) | PM67000490    | Classé       | 1978      |                |
| Sechs Gemälde: Passionszyklus | Ölfarbe auf Leinwand, 18. Jahrhundert, teilweise nach Anthonis van Dyck                                                            | in der Kapelle St-Armuth (Lage) | PM67000489    | Classé       | 1984      |                |